# Gustavo Kopp
Gustavo Kopp (Curitiba, 15 de dezembro de 1891 - Curitiba, 20 de fevereiro de 1933) foi um pintor brasileiro. Aquarelista, é um dos discípulos de Alfredo Andersen.

## Biografia
Filho do relojoeiro e imigrante alemão Frederico Kopp, foi enviado, ainda na adolescência, para a Alemanha para realizar cursos de ourivesaria, gravação e relojoaria. Ao retornar para Curitiba, matriculou-se, a contragosto da família, na escola de Alfredo Andersen. Esta atitude fez com que Gustavo rompesse com o seu pai, que o preparava para assumir a Kopp Ourivesaria e Relojoaria. 
Em 1909, participou de sua primeira exposição no Salon Andersen do Museu Paranaense e em 1912 expôs obras na 2° Exposição Brasileira de Belas Artes. Em 1913, três de suas obras foram aceitas na 2° Exposição de Belas Artes de São Paulo. Em 1916, realizou uma excursão pela Europa para aprimorar-se com a cultura do velho continente e em 1917, numa exposição de artes no Rio de Janeiro, recebe boas críticas de Adelino Magalhães, Rodolfo Amoedo e Araújo Viana.
Entre 1918 e 1923, participou de várias exposições divulgando suas produções representadas em óleo e aquarela cujas paisagens paranaenses são o mote de seu trabalho.
Gustavo Kopp foi casado com a filha de Augusto Stresser (Cecília Stresser, antepassada de Guta Stresser) e faleceu ainda jovem, aos 41 anos, em 1933 e atualmente, suas obras estão expostos em importantes museus ou em coleções particulares.